# Misha Miller
Міхаела Арсене (рум. Mihaela Arsene; нар.  13 листопада 1995, Кишинів), сценічний псевдонім Misha Miller — молдовська співачка та автор пісень.

## Біографія
Міхаела Арсене виросла в Кишиневі та з юних років виявляла інтерес до музики. У віці 7 років почала брати уроки співу, а пізніше — уроки гри на фортепіано. У 2015 році приєдналася до кавер-гурту в Кишиневі та була помічена звукозаписним лейблом Roton Music, який запропонував їй контракт.
Для навчання в університеті переїхала до Румунії у 2015 році та навчалася в Університеті «Александру Іоан Куза» в Яссах. Закінчила навчання за спеціальністю фінанси та політологія.

## Кар'єра
Хоча спочатку планувала робити кар'єру журналіста, зрештою приєдналася до музичного проєкту «United by Dreams» – кавер-гурту, який завантажував свої відео на YouTube. Саме так її знайшли в Roton Music і вона переїхала до Бухареста. У 2017 році співпрацювала з Мануелем Рівою та Алексом Паркером над своїми першими хітами – «Sacred Touch» та «Fix Your Heart».  У червні 2019 року вона знову співпрацювала з Мануелем Рівою над синглом «What Mama Said», який мав успіх на YouTube  та досяг 19-го місця в щотижневому чарті «Billboard Dance Club Songs». У 2020 році Misha Miller та Sasha Lopez представляли Молдову на відеоконкурсі "INFEvision" з піснею "Smoke Me".
У листопаді 2022 року співпрацювала із Sasha Lopez над піснею «Mahala», яка набрала понад 10 мільйонів прослуховувань на Spotify та Apple Music.
У 2023 році він випустила свою першу пісню румунською мовою «Un Minut», яка досягла першого місця на Shazam Romania, була оголошена піснею з найбільшою кількістю прослуховувань на радіо влітку 2023 року та зібрала понад 6,7 мільйона переглядів на YouTube. Вона також отримала нагороду «Найкращий ремейк» на гала-концерті Radio Romania. У грудні 2023 року долучилася до кампанії «Місто добрих справ», яка щорічно організовується напередодні Різдва.
Пісня «Brațele tale» зібрала понад 2 мільйони прослуховувань на Spotify та 1,5 мільйона переглядів на YouTube, потрапивши до топ-10 на Mediaforest. Misha Miller також потрапила до танцювального чарту Billboard під номером 19 з піснею «What Mama Said».
На початку 2024 року співпрацювала із Жаном Гаврілем над кавером на пісню 2001 року «Cerul» гурту Proconsul. У квітні 2024 року випустила пісню «Rakata» разом із Sickcotoy. У рамках промо-кампанії своєї останньої пісні дала свій перший концерт на борту літака за маршрутом Бухарест-Тімішоара.
Ближче до кінця 2024 року Misha Miller та Алекс Веля випустили сингл «Bam bam», який одразу став популярним на YouTube (1-ше місце в трендах у Молдові, Румунії та Україні) та Shazam (23-тє місце в усьому світі). Через два місяці після виходу пісня досягла 8-го місця в світовому саунд-чарті на TikTok та 9-го місця в усьому світі на Shazam.
Музичний стиль артиста характеризується поєднанням поп-музики, танцювальної та електронної музики. Має контракт із Roton Music.

## Особисте життя
Міхаела Арсене розмовляє румунською, англійською, іспанською, російською та французькою мовами. Перебуває у стосунках. Проживає та працює в Бухаресті.

## Дискографія

### Сингли
- 2017: „Sacred Touch” (із Manuel Riva)
- 2017: „Fix Your Heart” (із Alex Parker)
- 2018: „Wild Fire”
- 2018: „Insane”
- 2019: „What Mama Said” (із Manuel Riva)
- 2020: „Smoke Me” (із Sasha Lopez)
- 2021: „Fly Me To The Moon” (із Jade Shadi, Capablanca & Electric Chapel)
- 2021: „Up All Night” (із Christian Eberhard)
- 2022: „Mahala”
- 2023: „Un minut”
- 2023: „Brațele tale”
- 2024: „Cerul” (cover Proconsul)
- 2024: „Contratimp”
- 2024: „Rakata”
- 2024: „Mamma Mia” (із The Limba, Andro & Dyce)
- 2024: „Ce vrei să-mi spui?”
- 2024: „Ciuleandra” (із Boehm)
- 2024: „Bam bam” (із Alex Velea)
- 2025: „Cele două cuvinte” (із Radu Ștefan Bănică)[17]
- 2025: ,,Deja Vu (Facem Cum Vrei Tu)"